# Жупанићи
Жупанићи (хрв. Županići, итал. Zupanici) су насељено место у општини Света Недеља, Истарска жупанија, Хрватска.

## Историја
До територијалне реорганизације у Хрватској били су у саставу старе општине Лабин.

## Становништво
У попису становништва из 2011. године, Жупанићи су имали 138 становника.
| Број становника према пописима | Број становника према пописима | Број становника према пописима | Број становника према пописима | Број становника према пописима | Број становника према пописима | Број становника према пописима | Број становника према пописима | Број становника према пописима | Број становника према пописима | Број становника према пописима | Број становника према пописима | Број становника према пописима | Број становника према пописима | Број становника према пописима | Број становника према пописима |
| ------------------------------ | ------------------------------ | ------------------------------ | ------------------------------ | ------------------------------ | ------------------------------ | ------------------------------ | ------------------------------ | ------------------------------ | ------------------------------ | ------------------------------ | ------------------------------ | ------------------------------ | ------------------------------ | ------------------------------ | ------------------------------ |
| 1857                           | 1869                           | 1880                           | 1890                           | 1900                           | 1910                           | 1921                           | 1931                           | 1948                           | 1953                           | 1961                           | 1971                           | 1981                           | 1991                           | 2001                           | 2011                           |
| 0                              | 0                              | 169                            | 148                            | 197                            | 232                            | 0                              | 0                              | 318                            | 275                            | 245                            | 191                            | 171                            | 144                            | 141                            | 138                            |

Напомена: Године 1857, 1869, 1921. и 1931. подаци су садржани у насељу Свети Мартин. Садржи податке за некадашње насеље Матијуци, које је 1880, 1900. и 1910. исказивано као насеље, а за некадашње насеље Жњидари, које је 1880. и 1900. исказивано као насеље.